# Franz Joseph Feuchtmayer

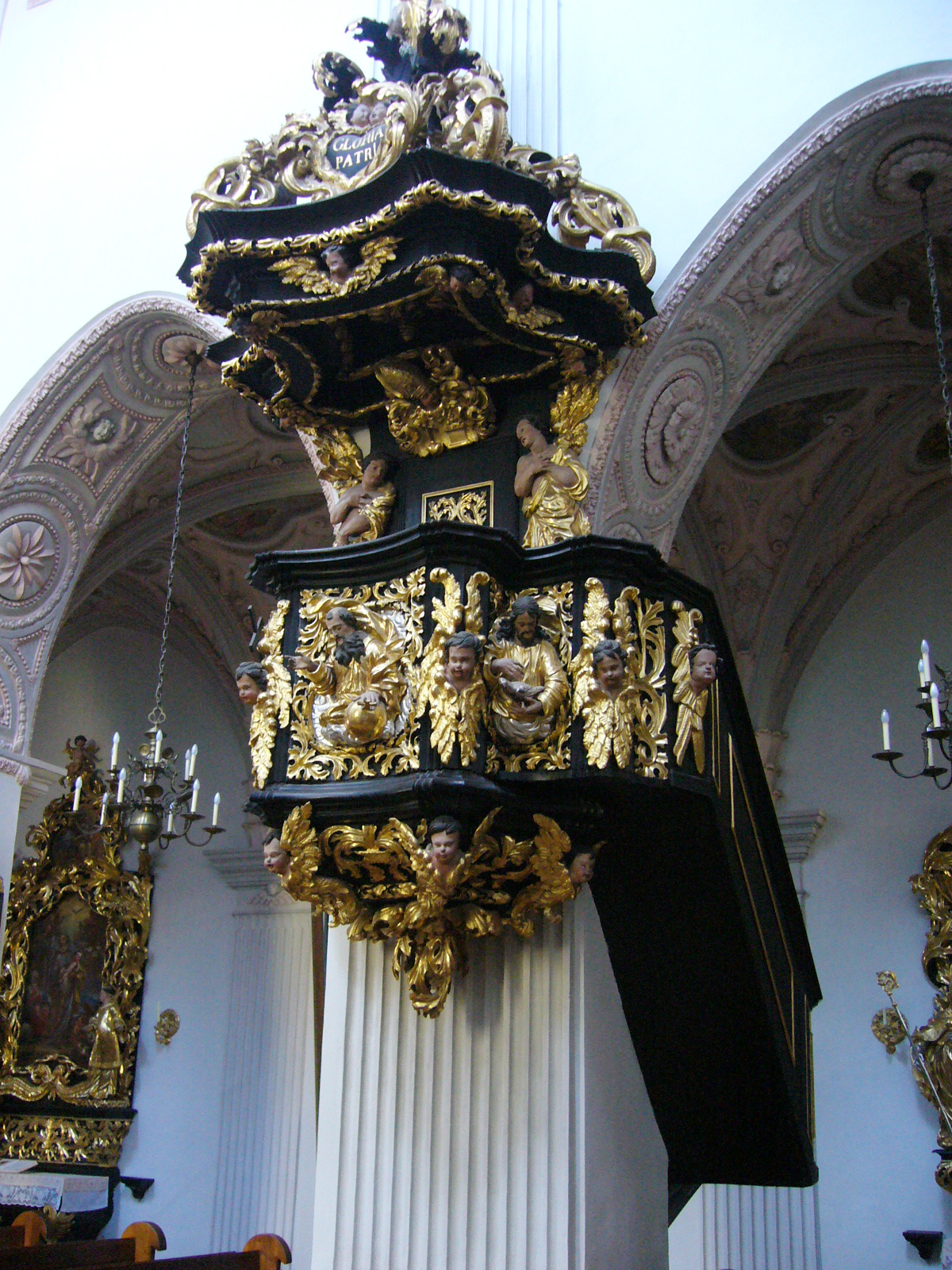
Kanzel, Seitenstetten

Franz Joseph Feuchtmayer (* 9. März 1660 [getauft] in Wessobrunn; † 25. Dezember 1718 in Mimmenhausen (bei Salem)) war Bildhauer und Stuckateur und ein Mitglied der Künstlerfamilie Feuchtmayer. Seine Eltern waren Michael Feuchtmayer († 17. März 1666 in Wessobrunn) und seine Frau Maria, eine geborene Schmuzer. Johann Michael d. Ä. (* 1666) war sein Bruder, Joseph Anton (1696–1770) sein Sohn, der nach dem Tod des Vaters die Mimmenhausener Werkstatt übernahm.
Zusammen mit seinem Bruder Johann Michael schuf er Skulpturen für das Chorgestühl des Klosters Einsiedeln sowie die Kanzel und Skulpturen für den Altar der Kirche von Stift Seitenstetten. Auch bei der Neugestaltung des Klosters Salem, das 1697 von einem Feuer zerstört worden war, wirkte er mit.